# Daniel Emmett
Daniel Decatur Emmett född 1815 i Mount Vernon Ohio död 1904 i Mount Vernon, amerikansk kompositör och minstrelartist, som bland annat skrivit sången Dixie's Land.